# Янев, Ратко
Ратко Крыстев Янев (макед. Радко Кръстев Янев; 30 марта 1939, Сандански, Царство Болгария — 31 декабря 2019, Белград) — северомакедонский и сербский физик-ядерщик, академик Македонской академии наук и искусств, дипломат (1988—2000). Являлся членом Македонской академии наук и искусств (макед. Македонска академија на науките и уметностите, МАНУ).
С 1988 года представлял Югославию, а затем Сербию в МАГАТЭ.
Янев Ратко считается самым выдающимся македонским ученым.

## Монографии
- Atomic_and_plasma_material_interaction
- Collision Processes of Hydrocarbon Species in Hydrogen Plasmas
- Physics_of_highly_charged_ions
- Atomic_and_molecular_processes_in_fusion